# Ectocyclops polyspinosus
Ectocyclops polyspinosus – gatunek widłonoga z rodziny Cyclopidae. Nazwa naukowa gatunku została po raz pierwszy opublikowana w 1931 roku przez japońskiego zoologa Isokiti Haradę.